# Фрюкселль, Сесилия

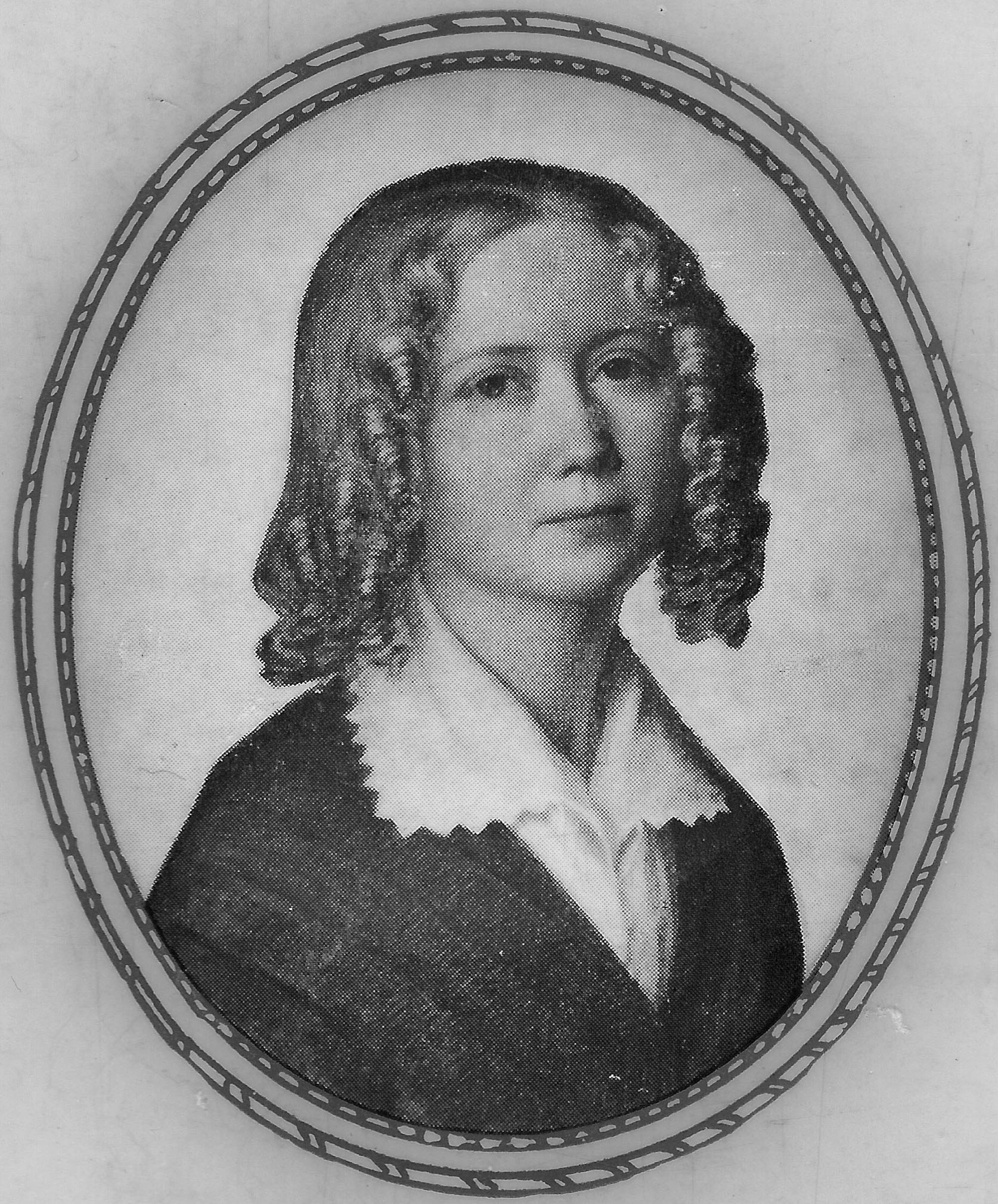
Сесилия Фрюкселль в 1843 г.

Сесилия Фрюкселль (швед. Ulrica Cecilia Fryxell, 14 августа 1806 — 6 мая 1883) — шведская просветительница, пионер женского образования в Швеции XIX в.

## Биография
Сесилия Фрюкселль родилась в 1806 г. в Вестергётланде. Её родителями были землевладелец Густав Фрюкселль и Катарина Мария Лиегрен. Она приходилась родственницей историку и писателю Андерсу Фрюкселлю.
Сесилия вначале работала гувернанткой в богатых семьях. В 1843 г., послушав проповедь Петера Фьелльстедта, Сесилия решила посвятить себя миссионерской деятельности. Фьелльстедт оказал ей содействие в обучении миссионерской работе в миссионерском институте в Базеле в Швейцарии, но по состоянию здоровья она оказалась непригодной для этого. Вместо этого она в 1843—1847 гг. изучала деятельность школы-интернатов для девочек в Швейцарии и Германии и работала учительницей в Вайзенхаусе в Базельском институте.
В 1847 г. Сесилия вернулась на родину и была принята на работу в школу Societetsskolan — первую в Швеции школу для девочек в Гётеборге, дававшую среднее образование. В 1848 г. при поддержке викария Петера Визельгрена она открыла первую школу для девочек в Гельсингфорсе. Эта школа имела кабинет на 40 учениц. В 1852 г. школа переехала в поместье графа Левенгаупта рядом с Вестеросом, где могли обучаться 100 девочек. Однако Сесилия хотела иметь своё собственное помещение для школы и в 1858 г. смогла приобрести поместье Ростад рядом с Кальмаром, в котором школа работала с 1859 по 1877 гг.
В школе в Ростаде Сесилия была полной хозяйкой. Она принимала девочек не только со всей Швеции, но и из-за рубежа, к ней приезжали даже из Северной Америки. 30 учениц жили при школе. Места в школе Сесилии имели такую популярность, что родители бронировали места для своих дочерей на годы вперед. Ученицы были разделены на три класса, также был один класс для учительниц. Каждую неделю проводились уроки иностранного языка, сама Сесилия преподавала историю и христианство. Новые предметы она не вводила, сосредоточившись на воспитании учениц. Сесилию описывали как сильную женщину, нетерпимую в вопросах религии и личной морали, но, несмотря на это, жизнь в её школе описывалась как неформальная, семейная и весёлая. В 1877 году Сесилия передала свою школу государству, а сама открыла начальную школьную семинарию.
Школа Сесилии Фрюкселль оказала большое влияние на развитие женского образования в Швеции. Многие её ученицы стали преподавательницами и основателями школ для девочек в стране, например, Эльса Борг в школе Евле, София Поссе и Фредрика Хаммарстедт в Hammarstedtska skolan в Стокгольме, Мария Хеншен в Уппсале, Наталия Андерссон в Вестеросе и Сигрид Рудебек в Гётеборге.
Сесилия Фрюкселль умерла в 1883 г. в Кальмаре.